# Африканский псеттод
Африканский псеттод (лат. Psettodes belcheri) — вид морских лучепёрых рыб семейства псеттодовых (Psettodoidae). Распространены в восточной части Атлантического океана. Морские донные рыбы. Максимальная длина тела 80 см. Питаются рыбами и крупными ракообразными.

## Описание
Тело овальной формы, сжато с боков, но толще по сравнению с другими камбалообразными. Высота тела укладывается в 2,7—3,2 раза в общую длину тела. Глаза находятся на правой или левой стороне тела. Глаза большие; верхний глаз расположен на верхней части головы и отстоит далеко от нижнего глаза, то есть межглазничное пространство широкое. Рот большой, задняя часть заходит далеко за задний край глаза. Нижняя челюсть несколько выступает вперёд. Челюсти большие, с крепкими клыками, многие зубы заострёнными окончаниями. Есть мелкие зубы на сошнике и нёбе. Хорошо развита надчелюстная кость. Край предкрышечной кости не покрыт кожей и чешуёй. Начало спинного плавника расположено далеко за задним краем верхнего глаза. В спинном плавнике 50—56 лучей. В анальном плавнике 38—42 луча. Передние лучи спинного и анального плавников колючие. Мочеполовой сосочек и анальное отверстие расположены перед началом анального плавника. Хвостовой плавник с усечённым или двойным усечённым задним краем, не соединяется со спинным и анальным плавниками. Грудные плавники с 14—17 мягкими лучами, одинаковой длины на глазной и слепой сторонах тела. В брюшных плавниках один колючий и 5 мягких лучей, расположены симметрично на обеих сторонах тела. Чешуя мелкая, слабо ктеноидная на обеих сторонах тела. Боковая линия с 65—74 чешуйками, хорошо развита на обеих сторонах тела; делает небольшой изгиб над грудными плавниками; нет верхней ветви, ветвь боковой линии проходит под нижним глазом. Вокруг хвостового стебля 28—32 рядов чешуи.
Глазная сторона коричневатого цвета с многочисленными пятнами и точками. Слепая сторона бледная. Спинной, анальный и хвостовой плавники тёмные с крупными чёрными точками.
Максимальная длина тела 80 см, обычно до 45 см. Масса тела до 15 кг.

## Ареал и места обитания
Распространены в восточной части Атлантического океан вдоль западного побережья Африки от Западной Сахары и Мавритании до Гвинеи и Анголы. Морские донные рыбы. Обитают в прибрежных водах от береговой линии до глубины 150 м на песчаных, илистых и каменистых грунтах.

## Взаимодействие с человеком
Промысловая рыба. Отдельная статистика по уловам данного вида не ведётся. Ловят на всём протяжении ареала донными тралами, кошельковыми неводами, сетями и кустарными орудиями лова. Реализуются в свежем, вяленом и копчёном виде. Также используют для производства рыбной муки и рыбьего жира.